# Павлицево (Архангельская область)
Павлицево — деревня в Устьянском районе Архангельской области. Входит в состав муниципального образования «Октябрьское».

## География
Деревня расположена в южной части Архангельской области, в таёжной зоне, в пределах северной части Русской равнины, в 4,7 километрах на запад от посёлка Октябрьский, на левом берегу реки Соденьга при впадении её в Устью. Ближайшие населённые пункты: на востоке, на противоположном берегу Соденьги, деревня Прокопцевская; на севере, на противоположном берегу Устьи, деревня Мягкославская.
Часовой пояс
Павлицево, как и вся Архангельская область, находится в часовой зоне МСК (московское время). Смещение применяемого времени относительно UTC составляет +3:00.

## Население
| 2002 | 2010 | 2012 |
| ---- | ---- | ---- |
| 87   | ↘78  | ↗81  |

## История
Указана в «Списке населённых мест по сведениям 1859 года» в составе 2-го стана Вельского уезда Вологодской губернии под номером «2313» как «Павлицовская (Устьсоденская)». Насчитывала 18 дворов, 53 жителя мужского пола и 71 женского. В деревне находилось волостное правление и сельская расправа.
В деревне находилась приписная к Чадромскому приходу деревянная церковь 1882 года постройки.
В материалах оценочно-статистического исследования земель Вельского уезда упомянуто, что в 1900 году в административном отношении деревня входила в состав Тарасонаволоцкого сельского общества Камкинской волости. На момент переписи в селении Павлицовское находилось 25 хозяйств, в которых проживало 67 жителей мужского пола и 75 женского.

## Достопримечательности
Церковь Илариона Псковоезерского (Гдовского) — Деревянная церковь, построенная в период с 2005 по 2008 год при участии руководителя предприятия "Деревянное зодчество" Олега Воробьева.